# Francesca Mariani
Francesca Mariani (Livorno, 14 febbraio 1985) è un'ex cestista italiana.

## Statistiche

### Cronologia presenze e punti in Nazionale
| Cronologia completa delle presenze e dei punti in Nazionale - Italia | Cronologia completa delle presenze e dei punti in Nazionale - Italia | Cronologia completa delle presenze e dei punti in Nazionale - Italia | Cronologia completa delle presenze e dei punti in Nazionale - Italia | Cronologia completa delle presenze e dei punti in Nazionale - Italia | Cronologia completa delle presenze e dei punti in Nazionale - Italia | Cronologia completa delle presenze e dei punti in Nazionale - Italia | Cronologia completa delle presenze e dei punti in Nazionale - Italia |
| Data                                                                 | Città                                                                | In casa                                                              | Risultato                                                            | Ospiti                                                               | Competizione                                                         | Punti                                                                | Note                                                                 |
| -------------------------------------------------------------------- | -------------------------------------------------------------------- | -------------------------------------------------------------------- | -------------------------------------------------------------------- | -------------------------------------------------------------------- | -------------------------------------------------------------------- | -------------------------------------------------------------------- | -------------------------------------------------------------------- |
| 14/02/2012                                                           | Parma                                                                | Italia                                                               | 54 - 68                                                              | World Stars                                                          | Amichevole                                                           | 2                                                                    | [ 1 ]                                                                |
| 12/11/2012                                                           | Parma                                                                | Lavezzini Parma                                                      | 57 - 58                                                              | Italia                                                               | Amichevole                                                           | 10                                                                   | [ 2 ]                                                                |
| Totale                                                               |                                                                      | Presenze                                                             | 2                                                                    |                                                                      | Punti                                                                | 12                                                                   |                                                                      |